# Gentianella dissitifolia
Gentianella dissitifolia là một loài thực vật có hoa trong họ Long đởm. Loài này được (Griseb.) Zarucchi mô tả khoa học đầu tiên năm 1993.